# Susan Hill
Dame Susan Hill (Scarborough, 5 febbraio 1942) è una scrittrice, drammaturga e editrice britannica, autrice di best seller; è famosa in particolare per il suo romanzo gotico La donna in nero. Altre opere celebri sono I'm the King of the Castle, The Mist in the Mirror, L'uomo nel quadro e Omicidi sulla collina.

## Biografia
Nata a Scarborough (North Yorkshire) nel 1942, nel 1958 si trasferì con la sua famiglia a Coventry, nel Warwickshire, dove il padre lavorava in un'industria di auto e aeromobili. Dopo aver frequentato la Barr's Hill School, si laureò in letteratura inglese presso il King's College di Londra. Già durante il primo anno di università aveva scritto un primo racconto dal titolo The Enclosure (Il recinto) che venne pubblicato nel 1961 dall'editore Hutchinson e fu criticato sul Daily Mail per i suoi contenuti sessuali giudicati inappropriati per una giovane studentessa.
Il suo celebre romanzo La donna in nero (The Woman in Black), che fu pubblicato in Gran Bretagna nel 1983, è ormai considerato un classico del romanzo gotico, con all'attivo oltre venti edizioni e innumerevoli traduzioni. La sua popolarità è stata ulteriormente accresciuta dalla versione teatrale, curata da Stephen Mallatratt, andata in scena per la prima volta a Scarborough, città natale dell'autrice, nel dicembre del 1987. Approdata a Londra, la pièce venne rappresentata ininterrottamente per più di vent'anni presso il Fortune Theatre superando le 5000 repliche con un numero complessivo di più di 250 000 spettatori. Dopo Trappola per topi di Agatha Christie, detiene il record di più lunga permanenza su un palcoscenico londinese. Dal romanzo sono stati tratti due film, un film televisivo del 1989 per la regia di Herbert Wise e un remake del 2012 del regista britannico James Watkins.
Nel 1992 Susan Hill scrisse un'altra storia di fantasmi dal titolo The Mist in the Mirror e l'anno seguente pubblicò un sequel del famoso romanzo Rebecca, la prima moglie di Daphne du Maurier, intitolandolo Mrs. De Winter. Nel 2004 ha iniziato a scrivere una serie di romanzi gialli che hanno per protagonista il detective Simon Serrailler. Il primo di questi si intitola The Various Haunts of Men. Nel marzo 2019 è uscito il nono romanzo della serie, The Comforts of Home. Del decimo, dal titolo The Benefit of Hindsight, è prevista la pubblicazione per ottobre.
Vincitrice dei più prestigiosi premi letterari inglesi, la scrittrice ha pubblicato finora una trentina di opere narrative e tre libri per bambini.
Nel 1990 ha fondato la Long Barn Books, una piccola casa editrice che gestisce dalla sua residenza nel Gloucestershire. È sposata con Stanley Wells, un eminente studioso di Shakespeare (che lasciò per alcuni anni per la regista Barbara Machin, la quale in seguito la abbandonò a sua volta per la commediografa Rhona Cameron) ed è madre di due figlie, Jessica - anch'essa scrittrice - e Clemency.

## Opere

### Romanzi
- The Enclosure, Hutchinson 1961
- Do Me a Favour, Hutchinson 1963
- Gentleman and Ladies, Hamish Hamilton 1968; Penguin Paperback 1970
- A Change for the Better, Hamish Hamilton 1969; Penguin Paperback 1971
- I'm the King of the Castle, Hamish Hamilton 1970; Penguin Paperback 1972
- Strange Meeting , Hamish Hamilton 1971; Penguin Paperback 1974
- The Bird of Night, Hamish Hamilton 1972; Penguin Paperback 1973 shortlisted for the Booker Prize.
- In the Springtime of the Year, Hamish Hamilton 1973; Penguin Paperback 1974
- La donna in nero (The Woman in Black - A Ghost Story, 1983); Marco Polillo Editore, Milano 2001 (1ª edizione). Nuova edizione Mondadori, 2022
- Air and Angels, Sinclair Stevenson 1991; Mandarin Paperback 1993; Vintage 1999.
- The Mist in the Mirror: A Ghost Story, Hamish Hamilton 1992; Mandarin paperback 1993; Vintage 1999.
- La signora de Winter (Mrs de Winter), Sinclair Stevenson 1993; Mandarin Paperback 1994; Vintage 1999.
- The Service of Clouds, Chatto & Windus 1997; Vintage 1999.
- L'uomo nel quadro (The Man in the Picture: A Ghost Story, 2007), Marco Polillo Editore, Milano, 2008.
- The Beacon, 2008 Chatto and Windus
- The Small Hand: A Ghost Story, Profile Books, 2010.
- A Kind Man, 2011
- Dolly: A Ghost Story, 2012. Profile Books Ltd.
- Black Sheep, 2013. Chatto and Windus (144p)[1]
- From the Heart, 2017 Chatto and Windus

#### Gialli con protagonista Simon Serrailler
- Omicidi sulla collina (The Various Haunts of Men, 2005); Kowalski Editore, Milano, 2007.
- The Pure in Heart, Vintage, 2006
- The Risk of Darkness, Chatto & Windus, 2006
- The Vows of Silence, Chatto & Windus, 2008
- Shadows in the Streets, 2010
- The Betrayal of Trust, 2011
- A Question of Identity, 2012
- The Soul of Discretion, 2014
- The Comforts of Home, 2018
- The Benefit of Hindsight, 2019

### Raccolte di racconti
- The Albatross and other stories, Hamish Hamilton 1970; Penguin 1972
- A Bit of Singing and Dancing, Hamish Hamilton 1973; Penguin 1974
- Listening to the Orchestra, Long Barn Books 1997
- The Boy Who Taught the Beekeeper to Read, Chatto and Windus luglio 2003
- Farthing House : And Other Stories, Long Barn Books, 2006
- The Travelling Bag and Other Ghostly Stories, Profile Books, settembre 2016

### Chapbook
- The Custodian, Covent Garden Press 1972[2]

### Saggistica
- The Magic Apple Tree, (autobiography) Hamish Hamilton, 1982; Penguin 1985; Long Barn Books 1998
- Through the Kitchen Window, illustrazioni di Angela Barrett Hamish Hamilton 1984; Penguin 1986
- Through the Garden Gate (illustrazioni di Angela Barrett), Hamish Hamilton, 1986
- The Lighting of the Lamps, (Collected pieces) Hamish Hamilton, 1987
- Shakespeare Country (fotografie di Talbot and Whiteman) Michael Joseph, 1987
- The Spirit of the Cotswolds (fotografie di Nick Meers), Michael Joseph, 1988
- Family, (Autobiography) Michael Joseph, 1989
- Reflections from a Garden (illustrazioni di Ian Stephens; scritto con Rory Stuart) Pavilion Books 1995
- Howards End is on the Landing Profile Books, 2009
- Jacob's Room is Full of Books: A Year of Reading , Profile Books, 2017

### Opere teatrali
- The Cold Country and Other Plays for Radio (comprende The End of Summer, Lizard in the Grass, Consider the Lilies, Strip Jack Naked); Londra, BBC Publications, 1975.
- Lizard in the Grass, trasmissione 1971; produzione Edimburgo, 1988
- On the Face of It, trasmissione 1975; in Act 1, a cura di David Self e Ray Speakman, Londra, Hutchinson, 1979
- The Ramshackle Company (per bambini); produzione Londra, 1981
- Chances, trasmissione 1981; produzione Londra, 1983.
- La donna in nero (The Woman in Black), produzione Scarborough 1987, versione teatrale di Stephen Mallatratt; Sillabe Editore, Livorno 2016.

### Storie per ragazzi
- One Night at a Time, Hamish Hamilton 1984; Puffin 1986.
- Mother's Magic, Hamish Hamilton 1985; Puffin 1986.
- Can it be True? (illustrazioni di Angela Barrett), Hamish Hamilton 1987; Puffin 1988; Walker Books 1990.
- Susie's Shoes (illustrazioni di Priscilla Lamont), Hamish Hamilton 1989; Puffin 1990.
- Stories from Codling Village (illustrazioni di Caroline Crosland) Walker Books 1990.
- I've Forgotten Edward,  Walker Books and Sainsburys 1990.
- I Won't Go there Again, Walker Books 1990.
- Pirate Poll (illustrazioni di Priscilla Lamont), Hamish Hamilton 1991; Puffin 1992.
- The Glass Angels, Walker Books 1991, Paperback 1993.
- Beware, Beware (illustrazioni di Angela Barrett), Walker Books 1993, Paperback 1994.
- King of King's (illustrazioni di John Lawrence), Walker Books 1994.
- The Christmas Collection: An Anthology (illustrazioni di John Lawrence), Walker Books 1995.
- Storie di fantasmi (The Walker Book of Ghost Stories) (illustrazioni di Angela Barrett); Edizioni EL / Einaudi Ragazzi, 2004.
- The Battle for Gullywith, 2008.

## Riconoscimenti
- Somerset Maugham Award per I'm the King of the Castle, 1971
- Whitbread Novel Award per The Bird of Night, 1972
- John Llewellyn Rhys Prize per The Albatross, 1972[3]
- Nestlé Smarties Book Prize (Gold Award) (cat. 6–8 anni) per Can It Be True? - A Christmas Story, 1988